# Nakamura Chōhachi

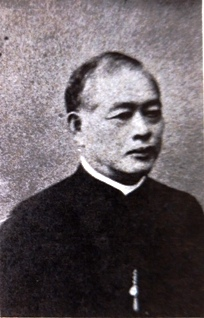
Nakamura Chōhachi

Nakamura Chōhachi (japanisch 中村 長八; geboren 21. September 1865; auf den Gotō-Inseln (Provinz Hizen); gestorben 14. März 1940 in Brasilien) war ein japanischer katholischer Missionar, bekannt durch sein Wirken in Brasilien.

## Leben und Wirken
Nakamura Chōhachi stammte aus einer christlich-katholischen Familie der Gotō-Inseln im Westen von Kyūshū. Er wurde Priester unter dem Namen „Domingos“ auf der Amami-Ōshima weiter im Süden. Als er dort 25 Jahre gewirkt hatte, wurde er vom Vatikan und vom japanischen Botschafter in Brasilien gebeten, dort die japanischen Auswanderer zu betreuen. Er nahm das Amt an und reiste 1924 im Alter von 60 Jahren nach Brasilien, womit er der erste Japaner war, der im Ausland missionarisch tätig wurde.
Die japanischen Auswanderer hatten sich nur in schwer zugänglichen Gebieten niederlassen können. Nakamura scheute aber keine Mühe, sie mit seinem Gepäck zu Fuß oder zu Pferd zu erreichen, auch wenn er manchmal auf dem Weg im Freien übernachten musste. Jedes Jahr war er so 9 Monate unterwegs.
In São Paulo und seinen Nachbarstaaten gab es keinen Ort, den Nakamura nicht besuchte. Er war alljährlich unterwegs, auch wenn es darum ging, mal einem einzigen Gläubigen die Sakramente zu spenden. Die Brasilianer, denen die Japaner mit ihren Bräuchen nicht geheuer waren, begriffen schließlich seine Tätigkeit und begannen, ihn als Heiligen zu verehren.
Satō Seitarō (佐藤 清太郎) verfasste Bücher über Nakamura: „Nakamura Chōhachi-sensei rakuden – zaigai Nihonjin no shihyō“ (中村長八先生略伝―在外日本人の師表) – „Kurzer Lebenslauf zu Nakamura Chōhachi – ein vorbildlicher Japaner im Ausland“ (1952) und „Nakamura shimpu o omou – Burajiru imin no chichi“ (中村神父を思うーブラジル移民の父) – etwa „Nachruf auf Priester Nakamura – Vater der Auswanderer in Brasilien“ (1958).